# Adolfo Aldana
Adolfo Aldana Torres (San Roque, 5 gennaio 1966) è un ex calciatore spagnolo, di ruolo centrocampista.

## Caratteristiche tecniche
Nato come centravanti, Aldana arretrò di posizione durante il prosieguo della propria carriera, arrivando a ricoprire vari ruoli da centrocampista. Forte fisicamente, dotato di un buon tiro e di un discreto senso del gol, il calciatore andaluso collezionò 178 presenze e 31 reti nel massimo campionato spagnolo.

## Carriera

### Giocatore

#### Club
Aldana viene acquistato dal Real Madrid nel 1982, il quale lo "parcheggia" nelle squadre giovanili. Tre anni più tardi, entra nella rosa del Castilla, con il quale collezionerà 67 presenze nella seconda lega spagnola. Grazie alle ottime prestazioni dimostrate, viene promosso, nell'estate del 1988 in prima squadra. Nelle Merengues otterrà un posto da titolare a centrocampo e risulterà più volte decisivo anche in fase realizzativa, andando in rete anche in un Clásico contro il Barcellona, vinto proprio 1-0 dai Blancos. In cinque anni di militanza a Madrid riuscirà a conquistare tre campionati, tutti consecutivi, una Coppa del Re e tre supercoppe spagnole.
Espressa la volontà di separarsi dal club già nel 1990, lascerà il club madrileno per aggregarsi al Deportivo La Coruña. In quattro annate scenderà in campo quasi 100 volte in Liga (essendosi dovuto fermare causa infortunio per quasi tutta la stagione 1993-1994), e riuscirà nell'impresa di vincere nuovamente, nel 1995, la Coppa del Re e, nello stesso anno, anche la supercoppa.
Il seguente passaggio all'Espanyol risulterà fallimentare per Aldana che, nella prima stagione collezionerà appena 10 presenze nella massima serie spagnola, a causa di un lungo infortunio rimediato al ginocchio. Verrà "retrocesso" alla squadra B del club catalano, senza però collezionare alcuna presenza. Sceglierà di chiudere la carriera nel Mérida, giocando per una sola stagione, 1998-1999, anno in cui si ritirerà dal calcio giocato.

#### Nazionale
Esordisce in nazionale il 24 febbraio 1993 durante una partita di qualificazione al Mondiale 1994, contro la Lituania, segnando il gol del definitivo 5-0. Prenderà parte solamente ad altri tre incontri con la maglia della selezione spagnola, concludendo la sua avventura con le Furie Rosse l'anno successivo, con un bottino di 4 presenze e una rete.

### Allenatore
In seguito al ritiro dalle attività agonistiche, Aldana viene contattato dal presidente dello Xerez, nel 2001, per diventare nuovo CT. Nonostante la proposta, l'ex calciatore spagnolo declina l'offerta, preferendo non aggregarsi al club. Accetterà, invece, la proposta della selezione andalusa, della quale sarà commissario tecnico tra il 2007 e il 2008.
Al termine di questa esperienza deciderà di concludere la sua carriera da allenatore per concentrarsi sull'organizzazione di tornei di calcio giovanili.

## Statistiche

### Cronologia presenze e reti in nazionale
| Cronologia completa delle presenze e delle reti in nazionale ― Spagna | Cronologia completa delle presenze e delle reti in nazionale ― Spagna | Cronologia completa delle presenze e delle reti in nazionale ― Spagna | Cronologia completa delle presenze e delle reti in nazionale ― Spagna | Cronologia completa delle presenze e delle reti in nazionale ― Spagna | Cronologia completa delle presenze e delle reti in nazionale ― Spagna | Cronologia completa delle presenze e delle reti in nazionale ― Spagna | Cronologia completa delle presenze e delle reti in nazionale ― Spagna |
| Data                                                                  | Città                                                                 | In casa                                                               | Risultato                                                             | Ospiti                                                                | Competizione                                                          | Reti                                                                  | Note                                                                  |
| --------------------------------------------------------------------- | --------------------------------------------------------------------- | --------------------------------------------------------------------- | --------------------------------------------------------------------- | --------------------------------------------------------------------- | --------------------------------------------------------------------- | --------------------------------------------------------------------- | --------------------------------------------------------------------- |
| 24-2-1993                                                             | Siviglia                                                              | Spagna                                                                | 5 – 0                                                                 | Lituania                                                              | Qual. Mondiali 1994                                                   | 1                                                                     |                                                                       |
| 31-3-1993                                                             | Copenaghen                                                            | Danimarca                                                             | 1 – 0                                                                 | Spagna                                                                | Qual. Mondiali 1994                                                   | -                                                                     |                                                                       |
| 28-4-1993                                                             | Siviglia                                                              | Spagna                                                                | 3 – 1                                                                 | Irlanda del Nord                                                      | Qual. Mondiali 1994                                                   | -                                                                     |                                                                       |
| 30-11-1994                                                            | Malaga                                                                | Spagna                                                                | 2 – 0                                                                 | Finlandia                                                             | Amichevole                                                            | -                                                                     |                                                                       |
| Totale                                                                |                                                                       | Presenze                                                              | 4                                                                     |                                                                       | Reti                                                                  | 1                                                                     |                                                                       |

## Palmarès
- Campionato spagnolo: 3

Real Madrid: 1987-1988, 1988-1989, 1989-1990
- Coppa di Spagna: 2

Real Madrid: 1988-1989
Deportivo La Coruña: 1994-1995
- Supercoppa di Spagna: 4

Real Madrid: 1988, 1989, 1990
Deportivo La Coruña: 1995